# Segundo arbitraje de Viena
El Segundo arbitraje de Viena consistió en un acuerdo territorial alcanzado por mediación y presión alemana entre Hungría y Rumanía que dividió entre ellas la región de Transilvania, perdida por la primera tras la Primera Guerra Mundial en el Tratado de Trianon y que había pertenecido a la segunda durante el periodo de entreguerras. Mediante el arbitraje, Rumanía fue obligada a devolver la zona septentrional de Transilvania a Hungría en el verano de 1940, pero no se puso fin a la disputa territorial entre ambos países acerca de esta región, que continuó durante todo el periodo bélico.
La Primera Guerra Mundial había privado a Hungría de gran parte del territorio que había tenido durante el periodo austrohúngaro; entre las zonas arrebatadas por los países vecinos se encontraba Transilvania. Rumanía, por el contrario, se vio favorecida por el reparto territorial estipulado en los acuerdos de paz firmados en Versalles. La satisfacción rumana por la notable ampliación de su territorio produjo preocupación por su conservación durante el periodo de entreguerras y un acercamiento del país a las potencias vencedoras de la guerra mundial, consideradas valedoras de la Europa de Versalles. Hungría, por el contrario, mantuvo una intensa posición revisionista para lograr la recuperación parcial o total de las regiones perdidas.
La llegada al poder de Hitler en 1933 y el crecimiento del poder de las dos potencias fascistas —opuestas a las disposiciones de Versalles— parecieron favorecer a las naciones insatisfechas con las disposiciones de posguerra, pero, en realidad, estos anhelos de cambios territoriales solo fructificaron a final de la década, con el desmembramiento de Checoslovaquia entre 1938 y 1939, que le permitió a Hungría recuperar parte de Eslovaquia y Rutenia. A pesar de la creciente tensión en la zona, Hungría no logró concesiones en Transilvania con el estallido de la guerra mundial.
Solo con la crisis rumano-soviética de principios del verano de 1940, en la que Stalin aprovechó las campañas alemanas en Europa occidental para ocupar las repúblicas bálticas y obtener Besarabia y Bucovina, Hungría —junto con Bulgaria, que también albergaba deseos territoriales a costa de Rumanía— pudo lograr atención a sus reivindicaciones. Los dos países que se disputaban Transilvania solicitaron, en vano, la mediación de las potencias del Eje. Estas recomendaron conversaciones bilaterales entre los países en conflicto, que tuvieron lugar a mediados de agosto, pero no llegaron a ningún resultado. Temiendo un enfrentamiento bélico que le privase del petróleo y demás materias primas rumanas y de los Balcanes y una posible ocupación soviética del país, Hitler convocó a las dos naciones a un arbitraje en Viena a finales de mes.
El 30 de agosto, en el Palacio Belvedere de Viena, los ministros de Asuntos Exteriores alemán e italiano impusieron un arbitraje que dividió la región en disputa en dos partes aproximadamente iguales. El reparto no solucionó la rivalidad de los dos países por la posesión de Transilvania ni eliminó el problema de las minorías, que continuaron durante toda la guerra, pero sí sometió a ambos a Alemania, verdadera beneficiaria de la crisis. Tras la derrota del Eje, las fronteras del arbitraje fueron eliminadas y se volvió al trazado anterior, lo que permitió a Rumanía recuperar el control de la región.

## Antecedentes

### La disputa por Transilvania
El ascenso del Tercer Reich y la Italia fascista de Mussolini permitió a los dirigentes húngaros albergar esperanzas de un cambio en la situación plasmada en el Tratado de Trianón y en 1936 comenzaron a recabar el apoyo italoalemán para sus ambiciones territoriales. Al principio, la respuesta del Eje Roma-Berlín a las aspiraciones húngaras fue vaga: se limitaron a reconocer su derecho a lograr cierta revisión de tratados, pero sin comprometerse a respaldar un cambio inmediato de las fronteras europeas. Alemania aconsejaba concentrar las reivindicaciones territoriales en Checoslovaquia, que controlaba regiones secundarias para el Gobierno húngaro, mientras se negaba a respaldar posibles exigencias a Rumanía. La posición italiana, por el contrario, era más favorable a los deseos húngaros, pero Roma rechazaba que el gobierno magiar resolviese por la fuerza el conflicto territorial.

Pérdidas territoriales húngaras por el Tratado de Trianon de 1920. Los sucesivos Gobiernos húngaros del periodo de entreguerras centraron su política exterior en la recuperación de estos territorios.

Los húngaros abandonaron temporalmente sus actividades para lograr una recuperación inmediata de Transilvania y se concentraron en la mejora de la situación de la minoría magiar en Rumanía y en la aceptación por parte de la Pequeña Entente del derecho húngaro a rearmarse. Como a finales de 1937 Berlín seguía indicando que Budapest debía esperar a una generación futura para poder tratar el problema transilvano y centrarse en las reivindicaciones con Checoslovaquia, la política exterior húngara de 1938 se dividió en dos facetas: la utilización del apoyo alemán contra los checoslovacos, y utilizar el apoyo italiano, más favorable acerca de Transilvania, contra Rumanía.
Las conversaciones bilaterales magiaro-rumanas de mayo de 1938 se limitaron a tratar ciertos asuntos relativos a las minorías. La visita del primer ministro húngaro Béla Imrédy a Mussolini en el verano no le sirvió más que para obtener vagas promesas de apoyo del Duce, pero ningún resultado concreto. La agudización de la crisis checoslovaca a finales del verano, sin embargo, hizo que comenzase una nueva etapa para el revisionismo húngaro, en la que se veía posible la consecución parcial de sus ambiciones territoriales. El deseo de Hitler de utilizar las reivindicaciones húngaras contra Checoslovaquia le hizo más receptivo a las exigencias de Budapest, aunque a la vez Göring aseguraba al embajador rumano que Alemania no deseaba un reforzamiento excesivo de Hungría. Tras la firma de los Acuerdos de Múnich, sin embargo, Alemania trató de limitar la entrega de territorios a Hungría y de hacer que Budapest tuviese que lidiar por su cuenta con el régimen de Praga. Los alemanes se avinieron a participar en un primer arbitraje en Viena entre los dos países para solucionar la disputa territorial a comienzos de noviembre, únicamente como consecuencia de la insistencia italiana. El arbitraje no solo no mejoró las relaciones entre el Eje y Hungría, privada de Rutenia y limitada en sus ansias de expansión tras la independencia de Eslovaquia bajo auspicio alemán, sino que hizo temer a los políticos moderados húngaros que el país pudiera perder su independencia y quedar sometido a las potencias del Eje. En efecto, los deseos revisionistas húngaros sometieron cada vez más la política exterior de Budapest a la tutela alemana.

La «Gran Rumanía» surgida de la Primera Guerra Mundial, con numerosas minorías, entre ellas la magiar y la minoría alemana de Transilvania.

A comienzos de 1939, la actitud del Eje seguía siendo contraria a una solución por la fuerza del conflicto sobre Transilvania, única manera para modificar la situación existente en opinión de los Gobiernos de Alemania e Italia. Interesadas en las materias primas rumanas y satisfechas con la transformación autoritaria de la política interior del país que podría conducir a un acercamiento al Eje, las dos naciones no deseaban avivar el conflicto por la región en disputa. Los alemanes étnicos de Rumania, por su parte, se oponían al revisionismo húngaro.
En el noreste, por el contrario, Hungría pudo ocupar finalmente Rutenia entre el 15 y el 16 de marzo de 1939 durante el desmembramiento final de Checoslovaquia. La toma de la región precedió a la reaparición inmediata de las declaraciones revisionistas sobre Transilvania. El gobierno húngaro dirigido por Teleki despreció la garantía fronteriza francobritánica otorgada en abril a Rumanía. A pesar de las declaraciones belicosas y de movilizar parcialmente al Ejército húngaro, Teleki mantuvo su promesa al Eje de no enfrentarse a Rumanía y retomó las conversaciones bilaterales con Bucarest en agosto. Las autoridades húngaras rechazaron la propuesta rumana de firmar un tratado de protección de las minorías y de no agresión, ya que deseaban que el acuerdo incluyese cesiones rumanas de territorio.
El estallido de la Segunda Guerra Mundial perjudicó la posición magiar; Budapest se negó a participar en el ataque alemán a Polonia, al ser el gobierno de Varsovia un tradicional aliado. A los pocos días del comienzo del conflicto, tanto Alemania como Italia habían indicado claramente a los húngaros su oposición a un posible ataque húngaro a Rumanía a causa de Transilvania. Poco después las autoridades húngaras se comprometieron formalmente a no agredir a Rumanía sin el consentimiento alemán. En realidad, Hungría no contaba con la fuerza bélica suficiente para enfrentarse al país vecino, a pesar de sus declaraciones amenazantes. Quedó clara la voluntad alemana de no permitir cambios territoriales contrarios a sus intereses en el sudeste europeo, la involucración del Eje en la disputa transilvana y la subordinación de la política exterior húngara al Eje. Los dirigentes húngaros, por su parte, se dividían entre aquellos que veían como esencial una estrecha colaboración con el Reich para lograr la recuperación de los territorios perdidos, y los que creían que Alemania acabaría por perder la guerra y que los cambios fronterizos llegarían al final de la contienda.
A finales de 1939 y comienzos de 1940, no obstante, creció la tensión entre los dos países debido a la movilización militar parcial. En Transilvania, medio millón de civiles y militares comenzaron la construcción de una línea fortificada para impedir una posible invasión húngara. Los húngaros, por su parte, continuaban preparando el asalto militar a Transilvania y las actividades diplomáticas para justificarlo. La extrema derecha húngara acusaba al Gobierno de Teleki de pasividad. Los medios de comunicación de ambos países se concentraron en la disputa por Transilvania y se publicaron amplias defensas de los puntos de vista de las dos naciones, con un objetivo propagandístico especialmente dirigido a convencer a italianos y alemanes.
El revivir del revisionismo búlgaro sobre la Dobruya, fomentado por Alemania, y el de la URSS sobre Besarabia, debilitaron la posición rumana a comienzos de 1940; el régimen del rey Carol II no había logrado el apoyo de la población y se enfrentaba a una dura oposición de la izquierda y de la extrema derecha, en parte por las dificultades económicas causadas por la movilización parcial. El aumento de la tensión entre Budapest y Bucarest creció durante la primera mitad de año, azuzada por la ambigüedad alemana hacia los dos países. Alemania continuó vendiendo armamento a las dos partes y obteniendo a cambio importantes materias primas, mientras mantenía el equilibrio militar entre los dos adversarios. Mientras, Mussolini seguía sin aportar un apoyo efectivo a las ambiciones húngaras.
Aprovechando la necesidad rumana de armamento y de ganarse la benevolencia alemana, Berlín logró la firma de un nuevo acuerdo económico muy favorable con Bucarest el 29 de mayo de 1940. Para lograr el apoyo de las potencias del Eje a su posición respectiva, tanto Hungría como Rumanía realizaron crecientes concesiones económicas y políticas a Berlín y Roma; la derrota militar francesa en mayo de 1940 alarmó a la élite política rumana que aún contaba con la garantía militar francobritánica para salvaguardar las ganancias territoriales obtenidas en 1919, pero al ser vencida Francia los políticos rumanos —incluyendo al rey Carol— buscaban un acelerado "acercamiento" con el Eje italoalemán y se mostraban dispuestos a toda posible concesión.

### Ultimátum soviético y pérdida de Besarabia y Bucovina

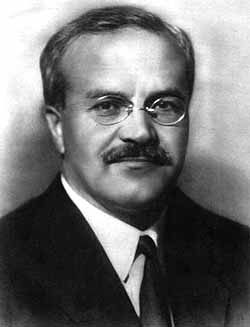
Molotov, ministro de Asuntos Exteriores soviético, presentó el ultimátum a Rumanía que obligó a esta a ceder Besarabia y el norte de Bucovina ante la falta de apoyo alemán.

Aprovechando la victoria alemana en Francia, el líder soviético Stalin decidió establecer el control de la URSS sobre los Estados bálticos y parte de los Balcanes, considerados del área de influencia soviética.
El 17 de junio de 1940, mismo día que Francia solicitaba el armisticio a Alemania, el ministro de Asuntos Exteriores soviético Mólotov comunicó al embajador alemán von der Schulenburg que la Unión Soviética había despachado «enviados especiales» a las repúblicas bálticas para «acabar con las intrigas anglo-francesas que intentaban sembrar la discordia entre Alemania y la Unión Soviética en los Estados Bálticos». El día 14 Lituania había recibido un duro ultimátum que, aunque aceptado, no evitó la ocupación del país por los soviéticos el día 15. Entre el 16 y el 17, Estonia y Letonia siguieron el mismo camino. Tras la supresión de la libertad de prensa, la disolución de todos los partidos menos el comunista y la detención de los principales dirigentes políticos, unas «elecciones» el 17 de julio produjeron los Parlamentos procomunistas que solicitaron el ingreso de los tres países en la Unión Soviética, concedido a principios de agosto.
Un día después de la capitulación francesa en Compiègne (22 de junio de 1940), de nuevo Mólotov convocó al embajador alemán para comunicarle que no podía esperar más para solucionar el contencioso sobre Besarabia y que los soviéticos estaban dispuestos a usar la fuerza si Rumanía no se avenía a una solución pacífica. Asimismo, aclaró que la Unión Soviética reclamaba también la Bucovina. La primera se encontraba, según el Pacto Ribbentrop-Mólotov en el área soviética, no así la segunda, que nunca había pertenecido al Imperio ruso; finalmente, Stalin aceptó conformarse únicamente con el norte de la provincia. Esto produjo alarma en Berlín, ya que, dado el bloqueo marítimo británico, Rumanía era la principal fuente de petróleo de Alemania, así como un suministrador importante de alimentos y forrajes.
El 26 de junio, los soviéticos presentaban un ultimátum a Rumanía exigiendo la entrega de las dos provincias señaladas, concediendo un día para recibir respuesta. Los alemanes aconsejaron al Gobierno rumano la aceptación. Los intentos de Carol de recabar el apoyo alemán fracasaron; Hitler ya había aceptado las exigencias soviéticas sobre los dos territorios. El consejo alemán se vio respaldado por otros similares de Italia, Turquía y otros Estados balcánicos. El día 27, Hungría y Bulgaria expresaron su intención de plantear sus propias reclamaciones territoriales y Carol, decidido a resistir militarmente una posible invasión soviética si rechazaba el ultimátum presentado, solo recibió el apoyo de una minoría del Consejo de la Corona, reunido para decidir la respuesta rumana. En una segunda votación, los partidarios de la posición real disminuyeron ante la actitud de los países vecinos y el informe del Estado Mayor, que indicó la imposibilidad de resistir un ataque masivo soviético. Los intentos de negociar con los soviéticos fracasaron por el rechazo de Molotov a tratar ninguna cuestión; otorgó a los rumanos hasta las 14:00 del día 28 para responder a su ultimátum. Las tropas rumanas debían evacuar las provincias en disputa en cuatro días desde el final del ultimátum. Sin alternativas viables, el Gobierno rumano decidió ceder y aceptar las exigencias soviéticas. El día 28, las tropas soviéticas comenzaron a ocupar los territorios cedidos, operación que finalizó el 3 de julio. Rumanía perdió 44 422 km² y 3 200 000 de habitantes en Besarabia y 5396 km² y 500 000 habitantes en Bucovina. Mientras, Moscú atizaba las reivindicaciones magiares sobre Transilvania.
Alemania había conseguido mantener sus vitales suministros rumanos a cambio de ceder temporalmente a la amenaza soviética, para disgusto de Hitler. El petróleo rumano era fundamental para las fuerzas armadas alemanas, privadas de otras fuentes de suministro por el bloqueo continental británico. Rumanía rescindió la garantía territorial que le había concedido Gran Bretaña el 1 de julio y solicitó a Hitler el envío de tropas y la concesión de una garantía alternativa, peticiones que fueron en ese momento rechazadas por el mandatario alemán. Carol intentaba por todos los medios congraciarse con Hitler para evitar tener que ceder a las pretensiones territoriales húngaras y búlgaras. El 4 de julio, se formó un nuevo Consejo de Ministros, favorable a Alemania, encabezado por Ion Gigurtu. El mismo día, el país expresó su deseo de unirse al Eje y el 11 de julio abandonó la Sociedad de Naciones. Aprobó asimismo leyes antisemitas. El 15 de julio, Hitler rechazó la concesión de una garantía alemana a las fronteras rumanas hasta que el Gobierno de Bucarest no hubiese solventado sus diferencias con Budapest y Sofía.

### Negociaciones con Bulgaria
Carol se plegó a tratar con los países vecinos ante la falta de respaldo alemán. Las negociaciones con Bulgaria comenzaron el 19 de agosto y condujeron pronto a un acuerdo, firmado en Craiova el 7 de septiembre; Rumanía perdía la Dobruya meridional (7412 km²), se restauraba la frontera de 1912 anterior al Tratado de Bucarest y las dos naciones se comprometían a realizar un intercambio de población por el que 65 000 búlgaros pasarían al sur y 110 000 rumanos, al norte. La región, poco apreciada por la opinión pública, no se percibió como una gran pérdida.

### Negociaciones con Hungría
Mientras, Hungría, a la vista del éxito soviético en Rumanía alcanzado gracias a la presión militar, se preparaba para hacer lo propio con el objetivo de recuperar Transilvania. La recuperación de los territorios perdidos en la posguerra mundial había sido un objetivo común a todos los Gobiernos húngaros del periodo de entreguerras. Budapest, a pesar de su deseo de atacar durante la crisis rumano-soviética, deseaba contar con el respaldo militar alemán, para lo que realizó diversas promesas económicas y militares. Los preparativos militares magiares habían concluido a finales de junio, pese al rechazo gubernamental a la movilización general solicitada por el jefe del Estado Mayor. El Gobierno soslayó la presión de los extremistas y optó por solicitar conversaciones con Bucarest, convencido de la posibilidad de obtener concesiones sin utilizar la fuerza por la debilidad de Carol y su disposición, expresada en julio, a realizar concesiones territoriales basadas en la nacionalidad. En Rumanía, Carol cedió el gobierno cada vez más a las fuerzas de ultraderecha; la Guardia de Hierro ingresó por primera vez en el Consejo de Ministros. El embajador alemán en Budapest se apresuró a indicar el rechazo de su país a una posible ofensiva húngara contra Rumanía el 2 y el 4 de julio, una vez que Berlín se enteró de los preparativos militares de los húngaros.
Teleki propuso con éxito una conferencia tripartita de su país y las dos potencias del Eje para tratar de Transilvania durante la crisis rumano-soviética de junio. Hitler aceptó vagamente las pretensiones húngaras en su reunión con la delegación llegada a Múnich el 10 de julio, pero advirtió de que Alemania no respaldaría un posible ataque húngaro y de la complicada situación étnica de la región, que requería, en su opinión, una solución paulatina. A ninguna de las dos potencias del Eje le convenía un conflicto en los Balcanes que le privase de materias primas esenciales para su producción bélica y, por tanto, aconsejaron moderación y negociación a los dos países. Pocos días más tarde y con el acuerdo de Mussolini, Hitler recomendó a Carol que se «reconciliase» con Hungría y Bulgaria y aceptase la cesión de territorios, que consideraba inevitable.
Una delegación rumana solicitó entrevistarse con Hitler para contrarrestar la posible influencia de la conferencia húngara y, tras mostrar su sumisión a Alemania, expresó el 26 de julio su disposición a ceder 14 km² a Hungría —un 0,114 % del antiguo territorio húngaro obtenido tras la guerra mundial— y a llevar a cabo un intercambio de población con esta. Alemania e Italia ofrecieron una garantía conjunta de las fronteras rumanas, pero solo después de que se solucionase el problema transilvano. La falta de concesiones por parte de Rumanía para satisfacer a Hungría sería entendida como una amenaza a los intereses alemanes, según Hitler. En la práctica, Hitler estaba imponiendo cesiones a Rumanía para contentar a los húngaros. La posterior visita a Mussolini en Roma no produjo ningún cambio de los resultados de la entrevista con Hitler.
Hitler se había negado a mediar entre los dos países —medida solicitada por los dos Estados enfrentados— y había sugerido la negociación directa entre ambas naciones, que comenzó oficialmente en Drobeta-Turnu Severin el 16 de agosto. El retraso se debió al intento rumano de evitar las concesiones gracias al apoyo alemán, que Bucarest no obtuvo. Las negociaciones sobre una región considerada por la opinión pública rumana como la «cuna» de la nación fueron mucho más complicadas que las celebradas sobre la Dobrudja. Las exigencias húngaras antes de comenzar las negociaciones, finalmente abandonadas por presión alemana, y las campañas de propaganda de los dos países retrasaron también el principio de las conversaciones bilaterales. El Gobierno de Gigurtu se enfrentaba además a una creciente oposición de la opinión pública a la cesión de Transilvania; a comienzos de agosto, destacados políticos rumanos firmaron un escrito de protesta por la «política de capitulación» del Gobierno en la cuestión transilvana. La minoría alemana de la región, además, se mostraba rotundamente contraria a la partición territorial. Berlín vio con malos ojos los intentos húngaros de ganarse la simpatía de aquella, disgusto que comunicó a Budapest. El Gobierno alemán temía además las posibles represalias rumanas contra dicha minoría por el papel de Alemania en la partición de la región.
A pesar del supuesto acuerdo de los dos Gobiernos en su intercambio de notas diplomáticas a principios de agosto sobre la necesidad de basar las fronteras en criterios nacionales, estos eran desfavorables para Budapest, ya que la población magiar —tanto con los datos rumanos de 1938 como con los húngaros de 1941—, era minoritaria en el conjunto del territorio. En sus instrucciones a su delegación, el Gobierno de Budapest se había mostrado dispuesto a no reclamar la devolución de los distritos meridionales transilvanos, pero sí la región de los Székely y las líneas de comunicación entre esta y Hungría.
La delegación rumana propuso una cesión mínima de territorio junto con un intercambio de poblaciones, algo que resultó inaceptable para la delegación húngara, que reclamaba la devolución de dos tercios de Transilvania. Las exigencias húngaras, mucho mayores de lo esperado, sorprendieron a los rumanos y a Berlín. Después de apenas media hora de reunión y sin acuerdo, las delegaciones levantaron la sesión. Al día siguiente, Budapest envió una nota a Bucarest en la que proponía una división en partes prácticamente iguales de Transilvania, sugerencia también inaceptable para los rumanos.
Estancadas las conversaciones ya el 19 de agosto, los representantes regresaron a sus capitales para consultar con sus Gobiernos respectivos; ambos solicitaron nuevamente la mediación alemana, que fue una vez más denegada. Al retomarse las conversaciones el día 24 y constatarse que ninguna de las partes había cambiado su postura, la delegación húngara les puso fin. Para entonces los rumanos estaban dispuestos a ceder hasta 25 000 km² mientras que los húngaros reclamaban más del doble. Alemania e Italia crecían que Hungría atacaría en pocos días Rumanía, posibilidad de la que había alertado el ministro de Asuntos Exteriores húngaro días antes.
Mientras, aumentaba la tensión militar en las fronteras rumanas con la URSS y Hungría. La primera concentró grandes fuerzas a lo largo del Prut, al tiempo que Hungría reunía veintitrés divisiones cerca de la frontera común. Rumanía, por su parte, contaba con veintidós divisiones en Moldavia y en el sur de Bucovina y ocho en Transilvania. La situación interna de Hungría y Rumanía era asimismo de extrema tensión. Teleki se mostraba desesperado por la situación; la falta de avances con Rumanía solo dejaba dos posibilidades principales: un ataque a Rumanía, cuyo resultado bien podía ser desfavorable, o la imposición alemana de una solución al conflicto que, aunque preferible, calificaba de «pesadilla».
La posibilidad de una guerra húngaro-rumana preocupaba a Hitler por las consecuencias que tendría sobre el suministro de petróleo a Alemania y la probable ocupación soviética que desencadenaría. El 26 de agosto, ante el cariz que estaba tomando la situación, cada vez más tensa por el fracaso de las negociaciones bilaterales que habían fomentado los alemanes, Hitler ordenó que varias divisiones estuviesen preparadas para ocupar los campos petrolíferos rumanos el 1 de septiembre. El 28 de agosto, despachó a los ministros de Asuntos Exteriores alemán e italiano para que se reuniesen en Viena con sus colegas húngaro y rumano el día 29 e intentasen acabar con la crisis y evitar la guerra. El objetivo del dirigente alemán era evitar un conflicto armado y asegurarse el suministro de vitales materias primas de la región. El día anterior, las potencias del Eje habían invitado a los ministros de Asuntos Exteriores húngaro y rumano a acudir para recibir el arbitraje.

## El acuerdo

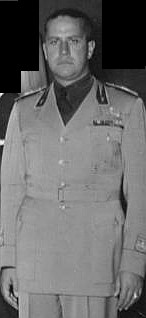
Ciano, ministro de Asuntos Exteriores de Italia, tradicional partidario de la revisión de los tratados de paz y aliado de Hungría.

Hitler se arrogó el trazado de la nueva frontera transilvana, combinando dos propuestas de los expertos alemanes y que favoreció territorialmente a Hungría. Trató de contentar parcialmente a Hungría sin destruir a Rumanía y su petróleo, esencial, y a la vez alimentar la ilusión de las dos naciones de una posterior modificación del arbitraje que las beneficiase. La delegación italiana desempeñó un papel secundario tanto en el trazado de fronteras como en los acontecimientos de los días siguientes. El canciller alemán encargó a los ministros de Asuntos Exteriores del Eje los detalles del arbitraje. El 29 de agosto, Ciano y Ribbentrop recibieron a las delegaciones. Mientras, la Wehrmacht se hallaba preparada para intervenir en caso de que el arbitraje fuese rechazado por alguna de las partes.

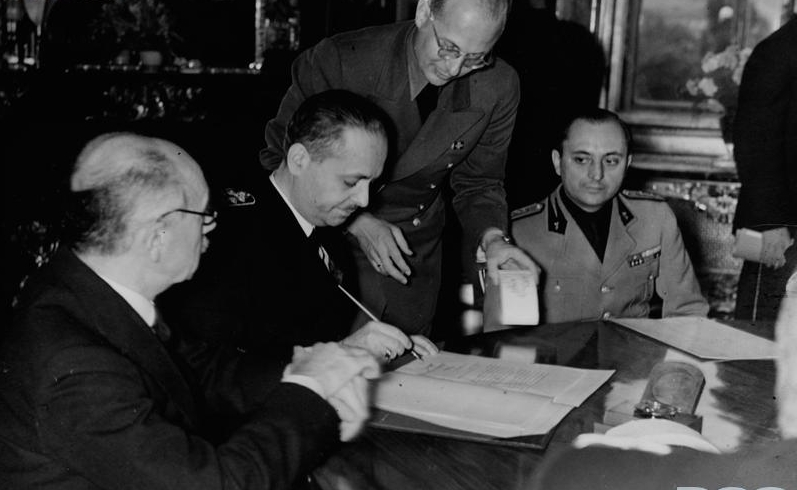
El ministro húngaro de Asuntos Exteriores rubricando el documento del arbitraje.

Ribbentrop y Ciano consiguieron sin mucho esfuerzo alcanzar un acuerdo entre los representantes húngaros y rumanos (30 de agosto) en el Palacio Belvedere. El ministro rumano trató de presentar sus argumentos, pero sus colegas del Eje le indicaron que sus opciones eran aceptar el trazado de Hitler o enfrentarse a una guerra con Hungría, que contaría con el apoyo de Berlín y Roma. El simple intercambio de poblaciones con pequeñas rectificaciones de la frontera que deseaban los rumanos quedó rechazado. Para facilitar la aceptación rumana, Ribbentrop ofreció una garantía alemana a las nuevas fronteras, oferta que ningún otro país de la región había recibido. El Consejo de la Corona decidió aceptar las condiciones alemanas después de toda una noche de deliberación, a pesar de no conocer en detalle el territorio que iba a ceder y de la oposición de los dirigentes de los partidos tradicionales. La misma exigencia había recibido anteriormente la delegación húngara, que también aceptó a priori la decisión germano-italiana, tras soportar un amenazador discurso de Ribbentrop recordando a los magiares su actitud antialemana en ciertas ocasiones durante la guerra y consultar con Budapest, que a primeras horas de la tarde dio su aquiescencia al arbitraje.
Los términos del arbitraje se presentaron en el salón dorado del Palacio Belvedere en la tarde del 30 de agosto. El ministro rumano se desmayó al mostrársele el mapa de las nuevas fronteras y tuvo que ser reanimado para que pudiera firmar el compromiso. Hungría recibía casi la mitad de Transilvania (43 492 kilómetros cuadrados,, dos quintos del territorio perdido por el Tratado de Trianon), la zona norte, donde se concentraban la mayoría de habitantes húngaros. Aun así, también un gran número de rumanos quedaban transferidos a Hungría con la modificación fronteriza (se calcula que, de los 2 600 000 de personas que pasaron a tener ciudadanía húngara, alrededor de un millón eran rumanos). La población estaba tan mezclada que, incluso tras el acuerdo, cerca de medio millón de húngaros permanecieron en la parte rumana.
Las regiones de mayor importancia económica quedaron en territorio rumano mientras que Hungría pasó a controlar los puertos de los Cárpatos. La conexión ferroviaria entre los nuevos territorios magiares y el resto del país seguía atravesando territorio rumano. La minoría alemana también permaneció en Rumanía. Rumanía recibió una garantía alemana e italiana sobre el resto de su territorio (exceptuando la Dobruja).
| «Nacionalidad» | Censo rumano de 1930 | Censo húngaro de 1941 |
| -------------- | -------------------- | --------------------- |
| Magiares       | 911 550              | 1 347 012             |
| Rumanos        | 1 176 433            | 1 066 353             |
| Otros          | 307 164              | 163 926               |

| «Nacionalidad» | Censo rumano de 1941 | Censo húngaro de 1910 |
| -------------- | -------------------- | --------------------- |
| Magiares       | 363 206              | 533 004               |
| Rumanos        | 2 2274 561           | 1 895 505             |
| Otros          | 695 131              | 618 634               |

Los datos rumanos de 1930 y 1940, rechazados por las autoridades húngaras, indicaban una mayoría de población rumana en la zona cedida a Hungría; los datos húngaros, aunque ligeramente diferentes, también mostraban la misma conclusión.
El arbitraje establecía catorce días para realizar la división de la región, la igualdad de las minorías y la autoridad del Eje para dirimir posibles disputas que pudiesen surgir en su aplicación.

## Consecuencias

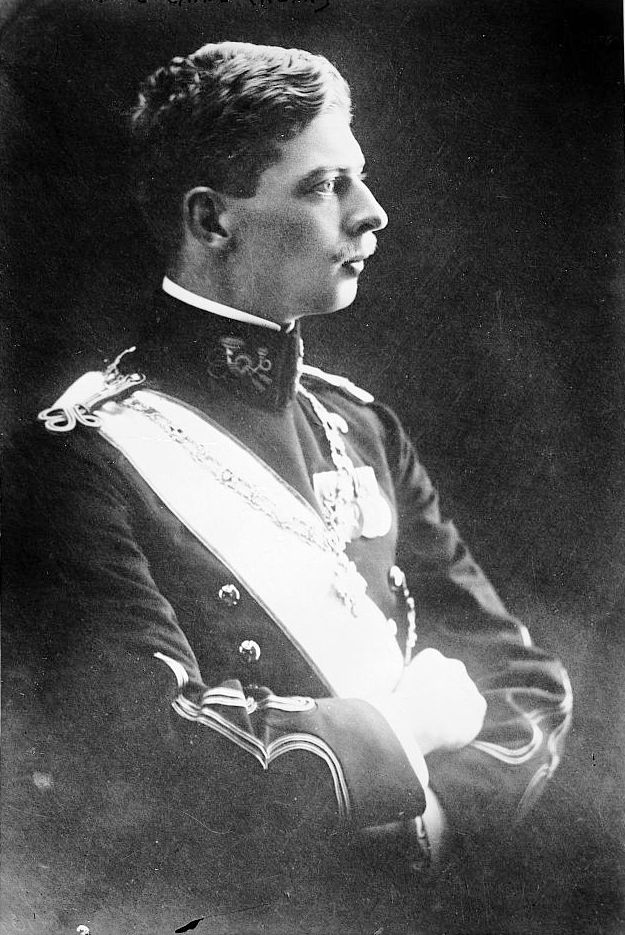
El rey Carol II de Rumanía, que hubo de abdicar ante el resultado del arbitraje, que sellaba el fracaso de su política de neutralidad en la rivalidad entre grandes potencias.

La Unión Soviética no aceptó de buen grado el acuerdo, del que fue excluida, y hubo duros intercambios diplomáticos entre alemanes y soviéticos, que se prolongaron a lo largo del otoño de 1940. Tanto el arbitraje como la garantía territorial a Rumanía —dirigida claramente contra Moscú— y el posterior envío de tropas infringían el artículo tercero del pacto entre las dos potencias, que exigía la consulta entre ellas.
En Hungría, donde el espíritu revisionista estaba extendidísimo, el acuerdo aumentó el prestigio del regente Miklós Horthy, lo que retrasó la llegada al poder de los fascistas de Ferenc Szálasi hasta el final de la guerra, ocupado ya el país por los alemanes. Sin embargo, también conllevó la concesión de importantes contrapartidas por el apoyo alemán a la devolución de parte de Transilvania: el dirigente fascista Szálasi fue liberado, se preparó nueva legislación contra los judíos, se concedieron grandes derechos a la minoría alemana (controlada por los nazis), se aumentó la cooperación económica y se permitió el traslado de tropas alemanas hacia Rumanía, donde se acuartelaron para proteger los campos de petróleo, a petición del Gobierno rumano. Se firmó asimismo el Pacto Tripartito (20 de noviembre). Teleki presentó su dimisión a su regreso de Viena, insatisfecho con la insubordinación de los militares y su injerencia en los asuntos de Estado —el alto mando había informado sin permiso a los alemanes del deseo húngaro de que se realizase un arbitraje, a pesar de las esperanzas de Teleki de que pareciese una petición exclusivamente rumana para no ligar su suerte a la del Reich— y con la dependencia creciente de Hungría de Alemania. En la práctica, el revisionismo intransigente había convertido el país en un semiprotectorado alemán. Durante el resto de la guerra, Budapest se encontró a menudo compitiendo con Bucarest por el favor de Alemania, considerado necesario para lograr posibles cambios del arbitraje sobre Transilvania.

Las pérdidas territoriales rumanas del verano de 1940. El cúmulo de cesiones precipitó la abdicación de Carol II y la formación del Estado Nacional Legionario con el general Ion Antonescu al frente.

Mapa de la expansión territorial húngara entre 1938 y 1941. La Transilvania septentrional obtenida en el segundo arbitraje vienés aparece en verde a la derecha del mapa.

En Rumanía, la pérdida territorial precipitó la abdicación del rey Carol (6 de septiembre) en su hijo Miguel y la llegada al poder del filofascista Ion Antonescu. La hostilidad de los partidos tradicionales rumanos y de la Guardia de Hierro a la dictadura real de Carol y la serie de reveses territoriales acumulados forzaron al monarca a tratar de apoyarse en el hostil Antonescu, ambicioso y que despreciaba al soberano. El general, con buenos contactos tanto en los partidos tradicionales como en la Guardia y ya con el apoyo alemán a pesar de su pasado aliadófilo, se había decidido a exigir la renuncia de Carol. El cambio de la situación internacional en el continente —la derrota militar francesa, la expulsión del Reino Unido y la hostilidad soviética— convenció a Antonescu de la victoria final alemana y de la necesidad de pactar con Hitler para asegurar el futuro de Rumanía; el dirigente alemán prefirió a Antonescu a la Guardia como garantía de la estabilidad rumana, necesaria para la estrategia bélica de Berlín. El país se convirtió en una dictadura militar el 5 de septiembre con el beneplácito final de Carol; el rey cedió a la presión, abdicó el 6 y abandonó el país al día siguiente.
La garantía alemana debía asegurar las nuevas fronteras, pero la aceptación del arbitraje se tradujo también en la subordinación de la política exterior y la economía rumanas a las necesidades bélicas de Alemania. El país había perdido alrededor de un tercio de su territorio (99 790 km²) y una parte notable de su población (6 161 317 habitantes).
Por su parte, Alemania se aseguró el suministro de petróleo de Ploesti, objetivo principal del acuerdo y envió poco después una misión militar para proteger y controlar las zonas petrolíferas (8 de octubre). Hitler se aseguraba el flanco sur para su próximo ataque a la URSS, el control del Danubio y del acceso a las materias primas de los Balcanes y resultó el claro beneficiario de la crisis.
El acuerdo, sin embargo, no satisfizo a ninguna de las dos partes y la rivalidad por la posesión de Transilvania se mantuvo a lo largo de la guerra. El propio Antonescu, en su visita a Hitler para ingresar en el Eje a finales de noviembre de 1941, le expuso su intención de tratar de revisar el arbitraje. Los dos países trataron en vano de ganarse el apoyo de Berlín para modificar el tratado a su favor. Hitler utilizó la competición de los dos Estados para obtener concesiones. Las negociaciones bilaterales de 1943 para acabar con el problema territorial fracasaron.
El arbitraje no produjo la eliminación del problema de las minorías culturales, que pervivió en las dos naciones; estas les impusieron medidas de discriminación cultural y económica. El entusiasmo inicial de la población húngara de Transilvania dio paso pronto a la desilusión por las medidas de la nueva administración, poco respetuosa con las costumbres locales y discriminatoria con la población rumana y judía. En la parte que permaneció en manos rumanas, la administración también aplicó medidas opresivas contra la población magiar. Numerosos refugiados cruzaron la nueva frontera, lo que desbarató durante un tiempo la economía de la región.
El armisticio rumano del 12 de septiembre de 1944 abrogó el arbitraje y devolvió temporalmente la posesión del norte de Transilvania a Rumanía, aunque la decisión final sobre el territorio se pospuso hasta la firma del tratado de paz.